# Ашагы-Геяли
Ашагы-Геяли (азерб. Aşağı Gəyəli) — село в административно-территориальном округе в Зангеланском районе Азербайджана. Село находится в предгорной зоне.
Ойконим возник в связи с географическим положением населенного пункта. Топоним отражает название скотоводческого племени геяли, жившего в XIX веке в Зангезурском уезде.

## История
Село было основано семьями переселенцев из села Юхары-Геяли. В 1993 году в ходе Карабахской войны село перешло под контроль непризнанной НКР. Согласно резолюции СБ ООН считалось оккупированным армянскими силами. В 2020 году село перешло под контроль азербайджанских вооруженных сил.